# Žiežmariai
Žiežmariai è una città della Lituania, situata nella contea di Kaunas.